# Parasmittina californica
Parasmittina californica är en mossdjursart som först beskrevs av Robertson 1908.  Parasmittina californica ingår i släktet Parasmittina och familjen Smittinidae. Inga underarter finns listade i Catalogue of Life.